# M'cisna
M'cisna (în arabă مسيسنة) este o comună din provincia Béjaïa, Algeria.
Populația comunei este de 7.941 de locuitori (2008).